# Vinícius Araújo
Pour les articles homonymes, voir Araújo (homonymie).
Vinícius Vasconcelos Araújo, plus connu sous le nom de Vinícius Araújo (né le 22 mars 1993 à João Monlevade au Minas Gerais), est un footballeur brésilien, qui évolue au poste d'attaquant. Il joue actuellement à Sagan Tosu.

## Biographie
Il remporte le Tournoi de Toulon en 2013, inscrivant un but en finale contre la Colombie. Il récidive quelques jours plus tard en finale de la Valais Youth Cup (en) face au Ghana.
Le 25 août 2014, Vinícius Araújo est prêté jusqu'à la fin de la saison au Standard de Liège, .

## Statistiques
| Saison                | Club                     | Championnat           | Championnat | Championnat | Coupe(s) nationale(s) | Coupe(s) nationale(s) | Supercoupe | Supercoupe | Compétition(s) continentale(s) | Compétition(s) continentale(s) | Compétition(s) continentale(s) | Total | Total |
| Saison                | Club                     | Division              | M.          | B.          | M.                    | B.                    | M.         | B.         | Comp.                          | M.                             | B.                             | M.    | B.    |
| 2013                  | Cruzeiro EC              | Brasileirão           | 16          | 7           | 3                     | 1                     | -          | -          | -                              | -                              | -                              | 19    | 8     |
| Sous-total            | Sous-total               | Sous-total            | 16          | 7           | 3                     | 1                     | -          | -          | -                              | -                              | -                              | 19    | 8     |
| 2013-2014             | Valence CF               | Liga BBVA             | 6           | 0           | -                     | -                     | -          | -          | C3                             | -                              | -                              | 6     | 0     |
| Sous-total            | Sous-total               | Sous-total            | 6           | 0           | -                     | -                     | -          | -          | -                              | -                              | -                              | 6     | 0     |
| 2014-2015             | Standard de Liège (prêt) | Jupiler Pro League    | 1           | 0           | -                     | -                     | -          | -          | C3                             | 1                              | 1                              | 2     | 1     |
| Sous-total            | Sous-total               | Sous-total            | 1           | 0           | -                     | -                     | -          | -          | -                              | 1                              | 1                              | 2     | 1     |
| Total sur la carrière | Total sur la carrière    | Total sur la carrière | 23          | 7           | 3                     | 1                     | -          | -          | -                              | 1                              | 1                              | 27    | 9     |

## Palmarès

### En sélection nationale
- Brésil - 20 ans
  - Vainqueur du Tournoi de Toulon en 2013.
  - Vainqueur de la Valais Youth Cup (en) en 2013.

### En club
- Cruzeiro Esporte Clube
  - Champion du Brésil en 2013.

- Valence CF
  - Vainqueur de l'Emirates Cup 2014.